# Ill Bethisad
Ill Bethisad (que significa "O Universo" na língua fictícia Brithenig) é um projeto colaborativo de história alternativa criado em 1997 pelo neozelandês Andrew Smith e que hoje já conta com 70 participantes.
O projeto, originalmente chamado de Projeto Brithenig, possui um caráter bastante enciclopédico, com línguas construídas, mapas, bandeiras, curtas-metragens e descrições das culturas, religiões e tecnologias da linha do tempo alternativa, além de histórias que se passam nela. Ill Bethisad pode ser considerado do gênero steampunk devido ao uso prevalente de tecnologias do século XIX e inexistência das tecnologias digitais modernas.

## Pontos de divergência
O principal ponto de divergência de Ill Bethisad é um Império Romano mais forte. No entanto, a maior parte da história geral ocorre de forma similar à do mundo real, o que faz com que vários países e regiões tenham seus próprios pontos de divergência separados, entre os quais:
- O latim vulgar se torna a língua "popular" não só na França e nas penínsulas Ibérica e Itálica, mas também nas Ilhas Britânicas e na Europa central, fazendo com que surjam línguas latinas alternativas, como o Brithenig (surgido nas Ilhas Britânicas) e o Wenedyk (surgido na Polônia, que nessa linha do tempo se chama Veneda).
- As partições de Veneda são interrompidas por Napoleão Bonaparte, fazendo com que a República das Duas Nações continue a existir até hoje como a República das Duas Coroas.[4] Seu território atual consiste nos territórios combinados da Polônia, Lituânia e Prússia Oriental no período entreguerras. Ela também possui uma colônia na África: a Gâmbia (parte da qual, no mundo real, pertenceu a um príncipe que era vassalo da Polônia do século XVII).
- Uma língua germânica similar ao tcheco desenvolveu-se na Boêmia (correspondente à República Tcheca no mundo real) e na Silésia sob pressão da nobreza de Habsburgo, que queria uma língua unificada em seu território.[5]
- O Exército Branco derrota os bolcheviques na Guerra Civil Russa, produzindo um governo nacionalista.[6]
- O Reino de Castela e a Coroa de Aragão nunca se fundem na Espanha.[7]
- Napoleão não ataca a Rússia e nem é derrotado na Batalha de Waterloo.[8]
- A Revolução Americana não ocorre, fazendo com que os Estados Unidos jamais surjam. Em seu lugar, há uma Liga Norte-Americana e cada um de seus estados é sujeito a uma coroa europeia.

No geral, há mais países independentes que no mundo real, e monarquias constitucionais, federações, colônias e condomínios são muito mais comuns.
Na história de Ill Bethisad, línguas extintas ou minoritárias como o catalão, o baixo-alemão e gótico da Crimeia, entre outras, tornaram-se bem mais faladas e distribuídas em suas respectivas regiões que na história do mundo real. Além disso, tecnologias que caíram em desuso ou não se desenvolveram no nosso mundo são exploradas e amplamente utilizadas. Por exemplo, zepelins e ecranoplanos ainda estão em uso tanto no meio militar como civil. Por outro lado, a computação ainda está engatinhando e não há nenhum Vale do Silício na América do Norte, ainda que centros de tecnologia da informação existam na Irlanda.

## Línguas alternativas
Línguas artificiais desempenham um papel importante em Ill Bethisad. Pode-se dizer que o projeto seja um caldeirão, se não o berço, de um subgênero inteiro de línguas artificiais: as línguas alternativas. Até o presente momento, já foram criadas para o projeto mais de trinta línguas em níveis variados de construção. Entre elas estão o Brithenig, uma língua latina com influências celtas (principalmente o galês) que surgiu nas Ilhas Britânicas no lugar do inglês, Wenedyk (que é o resultado de um polonês derivado do latim), boêmio (Pémišna: tcheco germanizado), dálmata (uma língua latina similar ao romeno baseada na língua extinta de mesmo nome), xliponiano (língua latina que lembra superficialmente o albanês, falada na região correspondente a Epiro) e várias línguas eslavas "setentrionais", semelhantes ao finlandês, faladas na região da Carélia.
O nome Ill Bethisad, por sua vez, significa "o universo" em Brithenig. É um calque da palavra galesa bydysawd, que vem do latim baptizatum (a mesma palavra que deu origem a "batizado" em português).
Vários idiomas do nosso mundo também são de algum modo diferentes em Ill Bethisad. Já outros, tais como o alemão, o italiano e o russo, parecem ser exatamente iguais. Em muitos casos, como os do espanhol, inglês e japonês, as mudanças são ligeiras e afetam, sobre tudo, a ortografia e as latinizações. Um exemplo é a língua da Galícia, que é chamada de ruteno (em vez de ucraniano) e é escrito com o alfabeto polonês em vez de cirílico. Já outras mudanças são mais drásticas: o croata do mundo de Ill Bethisad, por exemplo, é uma língua eslava inventada muito mais próxima do tcheco do que do croata do nosso mundo, e o dálmata dessa linha do tempo parece ter muito mais influência eslava.